# Братонці
Братонці (словен. Bratonci) — поселення в общині Белтинці, Помурський регіон, Словенія. Висота над рівнем моря: 180,4 м.